# Friedenskirche (Wiesbaden)
Pour les articles homonymes, voir Friedenskirche.
L'église de la paix (Friedenskirche en allemand) à Wiesbaden est une église de style néogothique qui fut construite entre 1898 et 1900. L'architecte en était Max Schroeder.

## Histoire
La fondation d'une paroisse de l'Église vieille-catholique, considérée comme schismatique, après le refus de ce groupe de catholiques de reconnaître le concile Vatican I, a été jugée à l'époque comme une provocation par les paroissiens de l'église Saint-Boniface de Wiesbaden et a conduit à des affrontements entre les autorités de la ville, plutôt favorables aux divisions des catholiques (cela se passait en plein Kulturkampf), et les paroissiens catholiques restés fidèles à Rome, de sorte que ce nouveau bâtiment a été nommé par ses titulaires, église de la paix, et construit une décennie plus tard que prévu.

## Architecture
L'intérieur est richement décoré et a un plafond en bois foncé avec des cul-de-lampe. La première pierre de l'église fut posée en 1898, la consécration a eu lieu en 1900.

## Source
- (de) Cet article est partiellement ou en totalité issu de l’article de Wikipédia en allemand intitulé « Friedenskirche (Wiesbaden) » (voir la liste des auteurs).